# مدیریت ارتباطات
مدیریت ارتباطات (انگلیسی: Communications management) به مجموعه ای از ساز و کارهای برنامه‌ریزی، اجرا، پایش و ویرایش کلیه مسیرهای ارتباطی درون سازمانی و برون سازمانی گفته می‌شود.
ابعاد مدیریت ارتباطات شامل تدوین سیاست‌های ارتباط سازمانی، طراحی خط مشی‌های ارتباطات داخلی و خارجی، همچنین مدیریت جریان اطلاعات از جمله ارتباطات در بستر اینترنت می‌باشد.

## مدیریت ارتباطات و مدیریت پروژه
در بستر مدیریت پروژه، مدیریت ارتباطات مسئول پاسخگویی به سوالات زیر هست:
- چه اطلاعاتی لازم است تا به داخل و خارج از پروژه منتقل شود؟
- چه کسی به این اطلاعات نیاز دارد؟
- اطلاعات چه زمانی مورد نیاز است؟
- اطلاعات در چه قالبی مورد نیاز است؟
- چه کسی مسئول تولید و انتقال اطلاعات است؟
- ارتباط با ذینفعان و طرف‌های قرارداد در هر زمان
- ارتباط در قالب غیرتهاجمی و سازنده برای کلیه طرفین